# Маньковский, Николай Степанович
Николай Степанович Маньковский (10 [22] января 1859 — октябрь 1918) — русский морской офицер, адмирал (1916) Русского императорского флота. Участник русско-японской войны. Участник Первой мировой войны.

## Биография
На службу поступил в 1877 году. В 1880 году Николай Маньковский был произведён в чин гардемарина, а в следующем году — в чин мичмана. В 1883 году он был зачислен в минные офицеры 1-го разряда.
В 1886 году Николай Степанович был произведён в чин лейтенанта. В 1891—1893 годах командовал миноносцем «Айтодор», в 1895 года — миноносцем № 259. В 1894 году награждён орденом Святой Анны 3-й степени. В 1893—1899 годах ходил на судах Черноморского флота в должности минного офицера Штаба командующего эскадрой Чёрного моря. 6 декабря 1896 года Маньковский был награждён орденом Святого Станислава 2-й степени. В 1900 году он был награждён турецким орденом Меджидие 3-й степени.
1 января 1901 года Николай Степанович был произведён в чин капитана 2-го ранга и в 1903—1904 годах командовал эскадренным миноносцем «Быстрый». 6 декабря 1904 года он был награждён орденом Святой Анны 2-й степени и в том же году — тунисским орденом Славы командорского класса.
Участник русско-японской войны. 8 января 1904 года Маньковский был назначен командиром вспомогательного крейсера «Кубань», на котором в составе 2-й Тихоокеанской эскадры совершил переход на Дальний Восток. Перед Цусимским сражением «Кубань» отделилась от эскадры и в мае — июне 1905 года крейсировала в Тихом океане к югу от Токийского залива. За время крейсерства командой крейсера были осмотрены два парохода на предмет военной контрабанды, а затем отпущены.
В 1906 году Николай Степанович был произведён в чин капитана 1-го ранга и назначен командиром эскадренного броненосца «Цесаревич». В том же году он был награждён орденом Святой Владимира 4-й степени с бантом за совершение 20 морских кампаний и светло-бронзовой медалью «В память русско-японской войны 1904—1905 гг.», а в следующем году получил большой офицерский крест тунисского ордена Славы.
В 1908 году Маньковский был назначен исполняющим обязанности командира Севастопольского порта и в том же году был награждён командорскими крестами итальянского ордена Святых Маврикия и Лазаря, шведского ордена Меча и греческого ордена Спасителя. В 1909 году он был награждён орденом Святого Владимира 3-й степени.
В 1909 году Николай Степанович был произведён в чин контр-адмирала и назначен начальником отряда судов для плавания с корабельными гардемаринами в составе броненосцев «Слава», «Цесаревич», крейсеров «Богатырь» и «Адмирал Макаров». Командуя отрядом, он в 1909—1910 годах совершил практические плавания в Атлантическом океане и в Средиземном море; вступился за честь андреевского флага во время Фиумского инцидента. Во время визитов в заграничные порты был награждён большим командорским крестом греческого ордена Спасителя, черногорским орденом Князя Даниила I 1-й степени, большой лентой тунисского ордена Славы.
28 марта 1911 года Маньковский был назначен начальником только что сформированной бригады линейных кораблей Балтийского флота в составе броненосцев «Слава» и «Цесаревич», недостроенных линейных кораблей «Император Павел I» и «Андрей Первозванный», броненосного крейсера «Рюрик», а 6 декабря того же года награждён орденом Святого Станислава 1-й степени.
25 марта 1912 года Николай Степанович был произведён в чин вице-адмирала и в том же году был награждён прусским орденом Красного орла 1-й степени.
11 марта 1913 года Маньковский был назначен главным командиром Севастопольского порта и в том же году награждён орденом Святой Анны 1-й степени.
Участник Первой мировой войны.  22 марта 1915 года — награждён орденом Святого Владимира 2-й степени, и в том же году — медалью «За труды по отличному выполнению всеобщей мобилизации 1914 года» В 1916 году Николай Степанович был произведён в чин адмирала.
В октябре 1918 года Николай Степанович был арестован сотрудниками ВЧК и расстрелян в тюрьме города Ельца.